# Ryukyupercis gushikeni
Ryukyupercis gushikeni és una espècie de peix de la família dels pingüipèdids i l'única del gènere Ryukyupercis.

## Etimologia
Ryukyupercis prové de la combinació del nom de les illes Ryukyu i de Percis (un nom emprat per a moltes espècies de pingüipèdids).

## Descripció
Fa 30 cm de llargària màxima.

## Alimentació
El seu nivell tròfic és de 3,68.

## Hàbitat i distribució geogràfica
És un peix marí, demersal i de clima tropical, el qual viu al Pacífic occidental: des del Japó (incloent-hi les illes Ryukyu) fins al nord-oest d'Austràlia, incloent-hi Malàisia.

## Observacions
És inofensiu per als humans.